# George Cukor
George Dewey Cukor (7. juli 1899 i New York – 24. januar 1983) var en amerikansk filminstruktør. Som mange andre startede han som sceneinstruktør på Broadway, før han gik til filmen med debuten Grumpy (1930). Han blev erstattet som instruktør af filmen Borte med Blæsten (1939) på grund af konstante uoverensstemmelser med produceren David O. Selznick over manuskript og instruktion. Den samme skæbne led han på filmen Troldmanden fra Oz, hvor han igen blev erstattet af Victor Fleming. Alligevel er han stadig i dag efter sin død en anerkendt filminstruktør, og manden bag flere andre klassikere i Hollywood, og i 1965 fik han flere priser for filmen My Fair Lady, blandt andet en Oscar og en Golden Globe.
Han døde i Los Angeles, og er begravet på Forest Lawn Memorial Park Cemetery, Glendale, Californien.

## Filmografi (udvalgte titler)
- Grumpy (1930)
- Pigebørn (1933)
- Kameliadamen (1936)
- Zaza (1939)
- Natten før brylluppet (The Philadelphia Story, 1940)
- Gaslys (Gaslight, 1944)
- Jalousi (A Double Life, 1947)
- Adams ribben (Adam's Rib, 1949)
- Født i går (Born Yesterday, 1950)
- Alletiders sportspige (Pat and Mike, 1952)
- Ikke helt almindelig (It Should Happen to You, 1954)
- En stjerne fødes (A Star Is Born, 1954)
- Les Girls (1957)
- Let's Make Love (1960)
- My Fair Lady (1964)
- Min utæmmelige tante (Travels with My Aunt, 1972)
- Rig og berømt (Rich and Famous, 1981)